# Vlădnicuț, Iași
Vlădnicuț este un sat în comuna Vânători din județul Iași, Moldova, România.